# Allergia
Az allergia az immunrendszer túlzott reakciója olyan anyagokra, melyek normális körülmények között semmilyen választ nem váltanak ki a szervezet részéről. Az ilyen anyagokat allergéneknek nevezzük, ilyenek például a pollen, állati szőrök, atkák, penészspórák, különböző állatok mérgei, mikroorganizmusok, élelmiszerek, gyógyszerek, vegyszerek, nehézfémek stb.
Az allergia az első típusa a túlérzékenységi reakcióknak, mely úgy jön létre, hogy az allergén kapcsolódik az IgE molekulához, mely előidézi a masztociták és bazofilek degranulációját. Az így felszabadult anyagok (citokinek, interleukinek, hisztamin, prosztaglandinok) gyulladást váltanak ki a szövetekben.
A tünetek nagymértékben változnak attól függően, hogy milyen szervben történik az allergiás reakció. Így azok az allergének, melyek levegő által terjednek (mint például a pollen vagy az atkák) a légutak és a szem szaruhártyájának a gyulladását okozzák. Ilyen a szénanátha (allergiás rinithis), mely az orrnyálkahártya megvastagodását, orrváladékozást, tüsszentést, a szem irritációját, könnyezést okoz. Ha az allergén bekerül a tüdőbe, asztmás tüneteket is okozhat: nehézlégzés, köhögés, sípolás (wheezing). Ha az allergén az emésztőrendszerbe kerül, a következő tünetek jelentkezhetnek: hasüregi fájdalom, hányinger, hányás, puffadás, hasmenés. A bőrön jelentkező allergiás reakciók, mint az ekcéma vagy az urticaria bőrpírrel, duzzadással járnak.
Súlyosabb esetekben a reakció nem marad lokalizált és az egész szervezetre kiterjed, ún. anafilaxiát okozva. Ebben az esetben az immunsejtekből rövid időn belül nagy mennyiségű kémiai mediátor szabadul fel, ami sokkos reakcióhoz vezet. Ez az állapot kezelés nélkül (esetenként kezeléssel is) halálhoz is vezethet.
Több eljárás is létezik az allergia kimutatására, de alapvetően két típust különböztetünk meg: provokációs tesztek és vérvizsgálatok. A provokációs tesztek során kis mennyiségű allergénnel vagy allergén-kivonattal hozzák kontaktusba a szervezetet, általában a bőrt. Érzékeny egyéneknél meghatározott időn belül helyi reakció jelentkezik. A vérből általában az össz IgE mennyiségét szokták kimutatni. Ez azonban nem mindig megbízható, mert más betegségekben (parazitás fertőzésekben és bizonyos hematológiai betegségekben) is megnőhet az IgE szintje. Ezért pontosabb, ha az allergén-specifikus IgE-t mérjük, tehát azokat az IgE molekulákat, melyek az allergénnel kapcsolatba lépnek. A vérből kimutatható még az eozinofilek által termelt fehérje (asztma kimutatására) és a masztociták által felszabadított triptáz.

## Hagyományos kezelése
Az allergia kezelésében nagy szerepet játszik a megelőzés, ami az allergének kerülését jelenti. Sikeres oki kezelés az allergiára még nem létezik, de bizonyos esetekben célra vezetett a hiposzenszitivitásos immunterápia. Ilyenkor a betegnek egyre nagyobb mennyiségű allergént adnak. A kezelés során az immunrendszer tűrőképessége fokozatosan alkalmazkodik az allergénhez. Ha már kialakult az allergiás reakció, számos antiallergiás gyógyszer áll rendelkezésre, melyek a különböző kémiai mediátorok blokkolása révén hatnak. Ilyenek az antihisztaminikumok, masztocita degranulációt gátló gyógyszerek, hidrokortizon, kortizon, dexamethason, epinefrin, szalbutamol, immunszupresszivek (Cyclosporin A) stb.

## Alternatív kezelése
A gyermekkori élelmiszer-allergiák esetében megállapították, hogy szinte kivétel nélkül a Lactobacillus, az Acidophilus és a Bifidobacteria törzsek lecsökkent számával egyidejű Enterobacteriaceae család túlfejlődése a kiváltó ok. Bélflórát helyreállító beavatkozásként müzlibe vagy juicehoz adagolt inulinnal az élelmiszer-allergia megszüntethető. Az inulin legbőségesebb természetes forrása a csicsóka 
A bőrgyógyászatban már évtizedek óta használnak sikeresen az allergia kezelése kapcsán különböző fényterápiákat. Tudományosan igazolt tény, hogy az orrban, illetve a bőrben lezajló gyulladásos folyamatok nagyon hasonlóak – így ma már a fényterápiás allergia kezelése is elérhető alternatív kezelési mód lehet az allergiában szenvedőknek.

## Fordítás
- Ez a szócikk részben vagy egészben  az   Allergy című angol Wikipédia-szócikk fordításán alapul.  Az eredeti cikk szerkesztőit annak laptörténete sorolja fel. Ez a jelzés csupán a megfogalmazás eredetét és a szerzői jogokat jelzi, nem szolgál a cikkben szereplő információk forrásmegjelöléseként.
- Ez a szócikk részben vagy egészben  az   Allergie című német Wikipédia-szócikk fordításán alapul.  Az eredeti cikk szerkesztőit annak laptörténete sorolja fel. Ez a jelzés csupán a megfogalmazás eredetét és a szerzői jogokat jelzi, nem szolgál a cikkben szereplő információk forrásmegjelöléseként.